# São Thomé das Letras
São Thomé das Letras là một đô thị thuộc bang Minas Gerais, Brasil. Đô thị này có diện tích 32 km², dân số năm 2007 là 6880 người, mật độ 333,8 người/km².